# Александър Степанов
 Александър Иванович Степанов (на руски: Александр Иванович Степанов) е руски офицер, полковник. Участник в Руско-турската война (1877 – 1878).

## Биография
Александър Степанов е роден през 1817 г. в дворянски род в Санктетербургската губерния в семейството на потомствен дворянин. Посвещава се на военното поприще. Образование получава в Николаевското инженерно училище с назначение в Санктпетербургската инженерна команда. След две години по собствено желание е преведен в Кавказ в 3-ти сапьорен батальон.
Участва в Кавказката война (1850 – 1860). Отличава се неколкократно в покоряването на Чечня и Дагестан, за което получава няколко военни награди. Името му се ползва с голяма известност сред началниците му. През 1859 г. За заслуги в покоряването на „планинците“ е повишен във военно звание подполковник (1859). Назначен е за командир на 24-ти резервен батальон, а по-късно за командир на 123-ти Козловски пехотен полк с повишение във военно звание полковник.
Участва в Руско-турската война (1877 – 1878). На 3 юли 1877 г. се отличава в битката при Никопол срещу армията на Хасан паша. Води войниците си при превземането на с. Муселиево, с. Жернов, мелницата и двата моста над река Осъм. Така отрязва пътя за отстъпление на гарнизона на Никопол. На 4 юли Хасан паша се предава със 7000 гарнизон, а полковник Александър Степанов е назначен за комендант на крепостта.  След провала на първата атака на Плевен, полкът му е определен да участва на десния фланг във втората атака на града в състава на отряда на генерал-лейтенант Николай Веляминов. На 18 юли 1877 г. в стремителната атака на турските позиции при село Гривица отново е на първата бойна линия и командва лично своите войници. Тук е тежко ранен три пъти – първоначално е ранен в ръката, впоследствие в лицето (в ноздрата). Не напуска строя, но трети куршум засяда в гръбначния му стълб.
Тежко раненият полковник Александър Степанов е изнесен от бойното поле в тиловия лазарет. Пренесен е в Евангелическата болница в град Свищов. Живее още около две седмици в страшни болки, като периодично идва в съзнание. Въпреки усилията на лекарите, умира на 1 август 1877 г. на 60-годишна възраст. Погребан е в двора до олтара на църква „Свети Димитър“ в град Свищов.

## Галерия
- Карта на битката при Никопол.
- Предаването на турския гарнизон на Никопол.
- Предаването на турския гарнизон на Никопол.
- Карта на Втората атака на Плевен.
- Карта на Втората атака на Плевен.
- Гробът на полковник Александър Степанов в двора на църквата „Свети Димитър“ в Свищов.
- Гробът на полковник Александър Степанов в двора на църквата „Свети Димитър“ в Свищов